# Баранникова, Ирина Алексеевна
Ирина Алексеевна Баранникова (1926—2017) — советский и российский учёный-биолог и ихтиолог, педагог, доктор биологических наук (1968), профессор (1973). Почётный профессор Санкт-Петербургского государственного университета (2001). Заслуженный деятель науки Российской Федерации (1996)

## Биография
Родилась 10 сентября 1926 года в Ленинграде в семье академика АН СССР  А. П. Баранникова, с 1941 года в начальный период Великой Отечественной войны вместе с семьёй была эвакуирована в Казахскую ССР. 
С 1944 по 1949 год обучалась на биолого-почвенном факультете Ленинградского государственного университета, с 1951 по 1955 год обучалась в аспирантуре при этом факультете. С 1949 года на педагогической работе в  Ленинградском государственном университете на кафедре гидробиологии и ихтиологии и одновременно занималась научной работой в Центральной лаборатории по воспроизводству рыбных запасов (Центральной лаборатории по воспроизводству водных биоресурсов с 2005 года) в должностях научного сотрудника, старшего научного сотрудника и ведущего научного сотрудника, с 1967 по 2007 год — заведующая этой лаборатории.
В 1955 году И. А. Баранникова была утверждена в учёной степени кандидат биологических наук по теме: «Гистология и гонадотропная функция гипофиза у осетровых различных внутривидовых биологических групп», в 1968 году — доктор биологических наук по теме: «Функциональные основы миграционного поведения проходных рыб». В 1973 году приказом ВАК ей было присвоено учёное звание   профессор по кафедре общей психологии. В 2001 году ей было присвоено почётное звание почётный профессор СПбГУ.

## Научно-педагогическая деятельность
Основная научно-педагогическая деятельность И. А. Баранниковой связана с вопросами в области ихтиологии. С 1970 года занималась научно-исследовательской работой в НИИ физиологии имени А. А. Ухтомского, с 1976 года была организатором лаборатории эволюционной физиологии, которая занималась   исследованиями различных групп биоресурсов. Этой лабораторией, под руководством и при непосредственном участии И. А. Баранниковой проводились научно-экспедиционные работы в Каспийском и Азово-Черноморском бассейнах, на Дальнем Востоке, Северо-Западе и Севере. 
Основная библиография: «Гистология и гонадотропная функция гипофиза у осетровых различных внутривидовых биологических групп» (1955), «Функциональные основы миграционного поведения проходных рыб» (1968), «Функциональные основы миграций рыб» и «Гормональная регуляция полового цикла рыб в связи с задачами воспроизводства рыбных запасов» (1975), «Методические указания по применению метода гипофизарных инъекций в рыбоводстве» (1977), «Биологические основы осетроводства» (1983), «Репродуктивная физиология рыб» (1991)
В 1996 году Указом Президента России «За заслуги в научной деятельности» И. А. Баранникова была удостоена почётного звания Заслуженный деятель науки Российской Федерации.
Скончалась 29 мая 2017 года в Санкт-Петербурге.

## Награды
- Заслуженный деятель науки Российской Федерации (1996)[4]